# 日中戦争関係年表
日中戦争関係年表（にっちゅうせんそうかんけいねんぴょう）は、日中戦争に関連する出来事を取りまとめた年表である。

## 前史

### 辛亥革命から軍閥時代
清朝滅亡後、中国大陸では各地に軍閥が割拠し分裂状態。一方、1920年代から1930年代の戦間期、日本では軍縮の努力がみられ比較的自由な時代（大正デモクラシー、大正ロマン）を迎えていた。
1911年（明治44年）
10月10日:辛亥革命勃発、中華民国軍政府成立を宣言
12月29日:上海で孫文が中華民国大総統に就任。外蒙古にボグド・ハーン政権成立。
1912年（民国1年、明治45年/大正元年）
2月12日:中国、皇帝溥儀が退位し清国は滅亡
2月29日:中国、北京兵変
3月10日:袁世凱は北京で中華民国第2代臨時大総統に就任、北京政府成立
1913年（民国2年、大正2年）
2月5日:日本、第一次護憲運動と大正政変。
7月12日:中国、第二革命
9月1日:南京事件 (1913年)
1914年（民国3年、大正3年）
ロシア、清国領だったトゥバを保護領とした。
1月:日本、シーメンス事件
10月31日:青島の戦い（11月7日まで）。日本、日英同盟に基づき第一次世界大戦に参戦。
1915年（民国4年、大正4年）
全国中等学校優勝野球大会
レーニン著「社会主義と戦争」。
1月18日:対華21カ条要求、その後中国で新文化運動始まる。
12月12日:袁世凱、帝制復活を宣言し国号を中華帝国に改称する証書を発表、皇帝として即位
12月25日:中国、護国戦争
1917年（民国6年、大正6年）
2月23日:ロシア革命勃発
3月22日:袁世凱、帝制を取消す
5月:中国、府院の争い開始
6月6日:袁世凱が病死し、軍閥が割拠する軍閥時代となる。
7月1日から7月12日:中国、張勲復辟
7月17日:中国、護法運動開始
9月1日:中国、第一次広東政府成立
11月2日:日米、石井・ランシング協定
1918年（民国7年、大正7年）
スベイン風邪流行（1920年まで）
1月8日:十四か条の平和原則
5月16日:日支共同防敵軍事協定
7月12日:シベリア出兵宣言
7月22日 - 9月12日:日本、米騒動
9月:ボリシェヴィキ、日支闘争計画を決議。
9月27日:日本、原敬が内閣（原内閣）を組織し「平民宰相」と呼ばれた。従来の藩閥政治に代わる政党内閣の幕開け。内地延長主義も参照。
1919年（民国8年、大正8年）
3月2日:コミンテルン設立。国際共産主義運動も参照。
4月11日:上海で大韓民国臨時政府樹立
5月4日:五・四運動。対華21カ条要求などが背景とされる。
6月28日:山東省におけるドイツ権益の対日譲渡を明記したヴェルサイユ条約締結。ただし、中国は締結せず解決には日中２国間の条約が必要となる（山東問題）。
1920年（民国9年、大正9年）
レーニンの敗戦革命論。二段階革命論も参照。
1月10日:米国大統領・ウッドロウ・ウィルソンの提唱で国際連盟設立。ただし、議会の承認を得られず米国は不参加。
3月7日:尼港事件(5月まで)。シベリア出兵が長引いた一因。
4月6日:極東共和国建国
5月20日付け　福建省恵安県の遭難事件において、日本側が漂着した漁民を救助したことに対し、が送られた。
7月14日:中国、安直戦争
7月:第2回コミンテルン大会
9月1日から9月7日:東方諸民族大会。日本や中国から参加者あり。
9月12日,10月2日:琿春事件発生。背景に間島問題（満州事変の遠因）。
10月16日:琿春事件を受け間島出兵。
1921年（民国10年、大正10年）
4月2日:中国、第2次広東政府
4月21日:東方勤労者共産大学設立、日本や中国から留学者あり。
6月:第3回コミンテルン大会（統一戦線）
7月:上海にコミンテルン執行委員会国際連絡部設立。
7月23日:コミンテルンの中国支部・中国共産党結成
8月14日:トゥヴァ人民共和国成立。ただし、清代のロシアによる分離工作や1920年に共産軍が侵入した経緯から、中華民国は承認せず。
8月26日から1922年4月16日:日ソ、大連会議
11月12日 - 1922年2月6日:ワシントン会議が開催され、ワシントン海軍軍縮条約および四カ国条約が締結された。
1922年（民国11年、大正11年）
2月～6月16日:孫文による第一次北伐
1月21日から2月2日:極東諸民族大会。日本や中国から参加者あり。
2月4日:日中、山東懸案解決に関する条約締結、山東問題の解消。
2月6日:九カ国条約締結。ワシントン体制が確立された戦間期、日本でも融和的な協調外交（幣原外交）がおこなわれた。また、1920年代から1930年代前半にかけ天皇機関説が国家公認の憲法学説となった。
4月28日 - 5月5日:中国、第一次奉直戦争
7月15日:コミンテルンの日本支部・日本共産党結成。第一次共産党も参照。
9月4日から25日:長春会議(日本とソ連の国交協議)
10月:日本、シベリア撤兵。
1923年（民国12年、大正12年）
2月21日:中国、第3次広東政府
6月1日:長沙事件
8月17日:日英同盟の解消
9月1日:日本、関東大震災発生。中華民国を始め世界各国からの支援があった（国外の反応と支援）。
10月:日本、第二次護憲運動
1924年（民国13年、大正13年）
1月20:中国国民党第一回全国代表大会は国共合作の政策を採用(第一次国共合作)。
1月21日:ソ連、レーニン死去、権力闘争の末、後継はスターリン
5月:中国、黄埔軍官学校設立。
6月11日:日本、加藤高明内閣成立と憲政の常道の確立。
9月15日 - 1924年11月3日:第二次奉直戦争
9月18日～11月:中国、第二次北伐
9月20日:奉ソ協定締結。
10月23日:北京政変により、紫禁城から愛新覚羅溥儀が退去。
11月26日:外蒙古にモンゴル人民共和国成立。ただし、中華民国はソ連の傀儡国家として独立を認めず、ソ連の軍事力によって中国からの独立が保たれた。
1925年（民国14年、大正14年）
1月20日:日ソ基本条約締結
3月12日:孫文死去。
3月22日:日本初のラジオ放送
3月29日:日本、普通選挙法成立。
4月9日:ソ連、第九十四号命令。後の中ソ紛争の一因。
4月17日:朝鮮共産党結成。1926年春に正式な共産党（コミンテルン支部）となった。
5月12日:日本、治安維持法施行。
5月30日:上海で五・三〇事件。背景にコミンテルンの扇動。
7月1日:中国、第4次広東政府成立
8月:中国、国民革命軍創設。
9月:モスクワ中山大学設立。
1926年（民国15年、大正15年/昭和元年）
1920年代、ラジオ放送の始まりと昭和モダン。
国際レーニン学校設立、日本や中国から留学者あり。
3月20日:中国、中山艦事件
7月1日～1928年6月:蔣介石による第三次北伐
8月10日:宝来丸略奪事件
12月25日:高柳健次郎が世界初の電子式テレビ受像機を用いて「イ」の字を表示させることに成功
1927年（民国16年、昭和2年）
3月24日:南京事件 (1927年)発生。
4月3日:漢口事件
4月6日:3月の南京事件を受け、北京政府は北京のソ連大使館捜索
4月12日:上海クーデター後、第一次国共合作は事実上崩壊。南京国民政府の成立と寧漢分裂。中独合作も参照。
5月:上海租界で太平洋地域のプロフィンテルン支部（太平洋労働組合書記局）設立。
6月1日:3月の南京事件の教訓から、北伐軍の山東省接近を受け第一次山東出兵（9月8日まで）。
7月13日:国民党左派の武漢政府、中国共産党との絶縁を決定、国共合作終わる。国共内戦に突入。
8月1日:中国共産党が南昌で武装蜂起(南昌起義)。
8月2日:万県事件
8月7日:中共、八七会議
9月10日:中国共産党が湖南省や江西省の辺境地域で武装農民暴動を扇動(秋収起義)。
10月から11月:中国、寧漢戦争
12月11日:中国共産党が広州で武装蜂起(広州起義)。
1928年（民国17年、昭和3年）
3月:昭和金融恐慌
4月15日:台湾共産党結成。日本共産党の台湾支部。
4月20日:北伐軍の山東省接近を受け第二次山東出兵
5月3日:済南事件
5月9日:済南事件を受け第三次山東出兵（1929年4月撤兵）
6月3日:中国、北京政府消滅
6月4日:満洲某重大事件。日本では定説ではないが、海外には張作霖爆殺事件ソ連特務機関犯行説もある。
6月15日:南京国民政府が「（国民政府による）全国統一」の宣言
7月17日から9月1日:第6回コミンテルン大会とコミンテルン1928年テーゼ。
8月1日:中央広播電台、南京で放送を開始
8月27日:不戦条約
11月1日:日本、ラジオ体操
12月29日:張学良が蔣介石政権に降伏、易幟により北伐完了。軍閥時代終結。
1929年（民国18年、昭和4年）
3月から6月:中国、蔣桂戦争。
7月14日:中ソ紛争勃発(同年12月まで)。
7月から翌1930年7月まで:日本、武装共産党。日本共産党技術部も参照。
10月24日:ニューヨーク株式市場が大暴落(世界経済恐慌の始まり)。1930年代のブロック経済の原因となる。
1930年（民国19年、昭和5年）
ソ連のスパイ・リヒャルト・ゾルゲ、1932年まで上海で活動。尾崎秀実や川合貞吉らも参加するゾルゲ諜報団結成（獲得工作も参照）。
日本、1930年から1931年（昭和6年）にかけて昭和恐慌、昭和農業恐慌。
1月:インドシナ共産党結成、コミンテルンのベトナム支部
4月22日:イギリス、日本、フランス、イタリア、米国の間で、ロンドン海軍軍縮条約が締結。
5月1日:日本、川崎武装メーデー事件
5月6日:日華関税協定
5月11日:中国、中原大戦開始。
5月30日:間島共産党暴動。満州事変の一因。
7月29日:上海にコミンテルン極東局
8月1日:八一吉敦暴動
11月14日:日本、統帥権干犯問題を原因とする濱口首相遭難事件発生。当時の大日本帝国憲法は統帥権の独立が謳われ、文民統制が確立できない欠陥を抱えていた。
12月:中国、第1次囲剿
1931年（民国20年、昭和6年）
日本放送協会（省略NHK）放送技術研究所でテレビの研究開始。
日本、婦人参政権を条件付で認める法案が衆議院を通過。
3月6日:日本、大日本連合婦人会設立。

### 日中戦争前夜
中国大陸は一応統一されたが、依然政情不安定。一方、日本では恐慌による社会不安から極端な政治思想や過激な活動がひろまり、次第に軍部が台頭。
1931年（民国20年、昭和6年）
3月20日（金曜日）:三月事件
4月14日:日本、濱口内閣総辞職。
4月:中国、第2次囲剿。
5月:中国、第5次広東政府成立
6月:中国、第3次囲剿
6月15日:中国、ヌーラン事件。日本への影響は非常時共産党も参照。
6月27日:中村大尉事件。満州事変の一因。
7月2日:万宝山事件。満州事変の一因。翌日、朝鮮排華事件も発生。間島問題も参照。
8月から9月:リンドバーグ夫妻の北太平洋航路調査と来日
9月18日:満州事変（柳条湖事件）。同日、コミンテルン指令1931年。
10月:十月事件
11月7日:中国、瑞金で第一回全中国ソビエト代表者大会。中華ソビエト共和国臨時政府樹立。中国共産党革命根拠地も参照。
12月10日:リットン調査団発足。
12月13日:日本、金輸出再禁止。第2次若槻内閣が総辞職。
1932年（民国21年、昭和7年）
1月28日から3月3日:第一次上海事変
2月9日:日本、血盟団事件。
2月末:尾崎秀実帰国、日本国内でゾルゲ諜報団活動開始（ヒューミント）。
3月1日:満洲国建国宣言。満蒙開拓移民も開始される。河豚計画も参照。
3月:リットン調査団、派遣。
5月15日:日本、五・一五事件（要人暗殺テロ）。犬養毅暗殺、大正デモクラシー以来続いた政党内閣の終焉。
5月26日:齋藤内閣成立（挙国一致内閣）。
7月:中国、第4次囲剿
7月24日:日本、社会大衆党結成。
10月6日:日本、赤色ギャング事件。日本共産党技術部も参照。
10月24日:日本、国防婦人会設立。
11月13日:南京の鶯（プロパガンダ、心理戦、情報戦、伝単も参照）
日本、1934年（昭和9年）まで時局匡救事業。
1933年（民国22年、昭和8年）
2月24日:国際連盟総会、「支日紛争に関する国際連盟特別総会報告書」勧告案の採決。
3月3日:昭和三陸沖地震
3月4日:フランクリン・ルーズベルトがアメリカ合衆国大統領に就任、民主党政権成立。1937年までニューディール政策。
3月27日:日本、国際連盟脱退通告。
4月12日〜1934年:東トルキスタン共和国
5月31日:日中間で塘沽停戦協定締結。この協定で、満州事変に一応の決着。
7月11日:日本、神兵隊事件
10月:中国、第5次囲剿(1934年10月まで)
11月13日:日本、救国埼玉青年挺身隊事件
11月:中国、福建事変
11月22日:中華共和国成立
12月23日:日本共産党スパイ査問事件
1934年（民国23年、昭和9年）
10月:中国紅軍、長征開始(1936年10月まで)
11月20日:日本、士官学校事件。
1935年（民国24年、昭和10年）
1月8日:哈爾哈廟事件（日ソ間紛争）
1月15日から1月17日:中共、遵義会議
2月18日:日本、天皇機関説事件。1935年ころから八紘一宇などのスローガンが掲げられ（国家神道も参照）、御真影と教育勅語の神聖化（現人神も参照）や奉安殿の建設が盛んになる。
6月1日:ラジオ東京放送開始
6月10日:梅津・何応欽協定
6月27日:土肥原・秦徳純協定
7月25日から8月20日:第7回コミンテルン大会（人民戦線戦術および統一戦線も参照）
8月1日:中共、八・一宣言
8月12日:相沢事件
11月1日:汪兆銘狙撃事件（藍衣社も参照）
11月9日:中山水兵射殺事件
11月25日:河北省に冀東防共自治政府成立。
1936年（民国25年、昭和11年）
ソ連、1936年から1938年にわたり大粛清、グラーグも参照。
1月15日:日本、ロンドン軍縮会議脱退。
1月29日:金廠溝事件（日ソ間紛争）
2月5日:日本、職業野球
2月26日:日本、二・二六事件（クーデター未遂）発生、戒厳の宣告。世界恐慌から日本経済を世界最速で脱出させた高橋是清らが犠牲となった。事件後、統制派（革新派も参照）が軍部の実権を握った。
3月12日:ソ蒙相互援助議定書締結
5月18日:日本、軍部大臣現役武官制、復活。
5月:南満州に朝鮮祖国光復会(抗日民族統一戦線)結成。
6月3日-11月15日:満洲里会議
6月19日:乾岔子島事件（日ソ間紛争）
8月1日から8月16日:ベルリン五輪「前畑頑張れ」
8月24日:成都事件
9月3日:北海事件
9月19日:漢口邦人巡査射殺事件
9月23日:上海日本人水兵狙撃事件
9月-11月:内蒙古、綏遠事件（内蒙古独立戦争）
11月25日:第7回コミンテルン世界大会を受け、日独防共協定(反コミンテルン協定)締結
12月12日:中国、西安事件
1937年（民国26年、昭和12年）
2月15日から同月21日まで:中国国民党第五期第三次中央執行委員全体会議
2月21日:日本無産党結成。
3月30日:日本、文部省・教学局が国体の本義発行。
4月5日:日本、防空法公布、空襲警報の基本規定。
6月4日:日本、皇別摂家出身の近衛文麿、内閣総理他大臣に就任。第1次近衛内閣、成立。昭和研究会も参照。

## 日中戦争の年表

### 1937年
1937年（民国26年、昭和12年）
7月7日: 盧溝橋事件、この事件が日中戦争の開始とされる。シナ事変勃発（第7回コミンテルン世界大会およびコミンテルン司令1937年も参照）。
7月13日: 大紅門事件。
7月下旬: 宮崎工作
7月25日: 郎坊事件。
7月26日: 広安門事件。
7月29日: 通州事件発生。朝鮮人を含む日本人居留民多数が暴徒に惨殺され、対中感情が極度に悪化。
8月9日: 大山事件。船津辰一郎、高宗武と会談（船津和平工作）。工作は失敗。
8月13日: 第二次上海事変、日中戦争が本格化。大日本帝国陸軍、中国への派兵を決定（臨時軍事費特別会計）。日本、招集の増加（病院船、病客車、傷痍軍人も参照）。召集令状を受けた出征者に千人針を贈る風習は1945年8月の敗戦まで続いた。また、国防献金も終戦まで盛んに行われた。
8月21日: 中ソ不可侵条約締結。その後、在華ソビエト軍事顧問団が派遣され、国民革命軍の対日作戦に影響を与えた。
9月4日: 内蒙古（察哈爾省南部）に察南自治政府成立。チャハル作戦も参照。
9月9日: 蔣介石が国民政府国防参議会主席に、汪兆銘が副主席に就任。
9月23日: 中国国民党と中国共産党による第二次国共合作が成立。
9月: 日本、国民精神総動員。その後、次第に日本における検閲の強化や報道が加熱（大陸の花嫁・暴支膺懲）、同調圧力も強まる（非国民およびレッテル貼りも参照）。また、露営の歌など、軍歌もさかんに流れるようになった。
10月15日: 内蒙古（山西省北部）に晋北自治政府成立。
10月28日: 内蒙古（綏遠省）に蒙古聯盟自治政府成立。
11月22日: 蒙疆聯合委員会設立。
11月: 九カ国条約会議が開催されたが、日本は不参加。
11月: 日本、大本営発表開始（〜1945年8月）。
11月20日: 国民政府、南京から重慶への遷都を通告。一部の部署は武漢に移転。
12月5日: 上海市大道政府成立。
12月13日: 日本軍、南京を占領（南京戦）。蒋介石政権、降伏せず。
12月14日: 北平（北京）に親日政権、華北を管轄する中華民国臨時政府が成立（主席は王克敏）。
12月15日:日本、人民戦線事件発生（〜1938年2月1日）、第7回コミンテルン世界大会の影響。1937年以降、革新官僚の主導で戦時統制経済開始、戦時体制に移行。

### 1938年
1938年（民国27年、昭和13年）
1月3日:岡田嘉子と杉本良吉、50度線からソ連領に越境。これを受け、翌年に国境取締法施行。
1月11日: 日本、第一回御前会議、支那事変処理根本方針。厚生省設置。
1月16日: 近衛文麿、「国民政府を対手とせず」の声明を出し、トラウトマン工作の打ち切り。背景にソ連のスパイ・尾崎秀実らの積極工作（アクティブ・メジャーズ）。
1月: 満蒙開拓青少年義勇軍の募集開始。
2月1日: 冀東政府が中華民国臨時政府に合流
2月23日: ソ連空軍志願隊などによる日本領土（松山飛行場）への攻撃。
2月25日: 近衛声明をうけて、董道寧が来日。陸軍参謀本部第八課長の影佐禎昭大佐らと面談して和平工作へ。
3月28日: 南京に親日政権、華中を管轄する中華民国維新政府が成立。梁鴻志が行政委員院長に就任。
3月29日: 中国国民党臨時全国代表大会が武昌で開催される。蔣介石が国民党総裁、汪兆銘が副総裁に任命される。国民参政会の成立。
3月:樋口季一郎のユダヤ人救済策 。
4月1日: 日本、国家総動員法公布、配給制。国民健康保険法。
4月2日: 陸上交通事業調整法公布。
4月10日: 灯火管制開始
5月: 宇垣工作
5月19日: 日本陸軍、徐州を占領。
6月10日: 砕氷船・地領丸（後の宗谷）竣工
6月16日: 国民党中央執行委員会、汪兆銘を国民参政会の議長に選任。
6月18日: 影佐禎昭、参謀本部第八課長から陸軍省軍務課長に転任。
6月30日: 国民政府外交部アジア課長の高宗武が和平の道をさぐるために来日。汪兆銘工作および尾崎秀実の謀略工作も参照（アクティブ・メジャーズ）。
7月: 1940年東京オリンピックの中止が決定。
7月29日: 張鼓峰事件（日ソ間紛争）。
9月30日: 国際連盟加盟国、対日経済制裁（ABCD包囲網）を開始。
10月21日: 日本陸軍、広東を占領。
10月27日: 日本陸軍、武漢三鎮を占領。蔣介石、四川省重慶へ脱出。
11月3日: 近衛文麿、第二次近衛声明を出す。東亜新秩序も参照。
11月20日: 「日華協議記録」「日華協議諒解事項」「日華秘密協議記録」調印。
11月30日: 御前会議、「日華新関係調整方針」を可決。
12月18日: 汪兆銘、重慶を脱出して昆明に到着。翌日ハノイへ。
12月22日: 近衛文麿、第三次近衛声明を発表。日本軍撤兵にはふれず。
12月29日: 汪兆銘が蔣介石に打電して和平交渉の必要性を説く（「艶電」）。
12月30日:汪兆銘が「対日和平」を声明。

### 1939年
1939年（民国28年、昭和14年）
1月1日: 重慶の国民政府が汪兆銘の党籍を剥奪。
1月: 姜豪工作
2月10日: 日本陸軍、海南島に上陸、同地を占領。
3月21日: 汪兆銘の腹心の曾仲鳴がハノイで暗殺される。
4月1日:日本発送電設立。配電統制令も参照。
4月6日: 日本、船員保険法。
4月25日: 汪兆銘とその同志がハノイを脱出。
5月2日: 蔣介石、汪兆銘へのメッセージとして、休養ののち、日本との関係を絶つことを促す一文を雲南省の新聞に発表。
5月6日: 汪兆銘一行が呉淞に到着。
5月11日: ノモンハン事件（日ソ間紛争）。
5月26日-5月27日: 東安鎮事件（日ソ間紛争）
5月31日: 汪兆銘一行が横須賀海軍飛行場に到着。
6月15日: 汪兆銘が中国の主権を尊重する原則の実行について、日本側に希望を提出。
7月8日: 日本、国民徴用令公布。銃後の守りも参照。
7月9日: 汪兆銘が、共同防共、親日、日中提携についての声明を発表。
7月19日: 日本政府、汪兆銘と呉佩孚の合作を計画。
8月23日: 汪兆銘、上海にて中国国民党第6次全国代表大会を召集。
9月1日: 察南・晋北・蒙古聯盟の3自治政府を統合し蒙古聯合自治政府成立。
9月23日: 大本営、支那派遣軍を設置。総司令官西尾寿造大将、総参謀長板垣征四郎中将。
9月30日: 日本、産めよ殖やせよ
9月: 米国共産党調書発行（ヴェノナ文書も参照）。
11月18日: 日本、太平洋問題調査会から事実上の脱退。
11月: 日本、企画院事件発生（〜1941年4月）。
12月: 桐工作。ステュアート工作も参照。
12月14日: 国際連盟、フィンランドを侵略したソ連を除名。冬戦争とモロトフ=リッベントロップ協定も参照。
12月30日: 汪兆銘、「華日新関係調整要綱」に署名。

### 1940年
1940年（民国29年、昭和15年）
創氏改名
1月22日: 高宗武と陶希聖の裏切りにより「華日新関係調整要綱」の全内容が香港「大公報」紙に掲載される。
1月23日: 汪兆銘・王克敏・梁鴻志が南京に国民政府を樹立することを協議。
2月1日: 日本、陸運統制令公布
3月30日: 中華民国維新政府と中華民国臨時政府を統合、汪兆銘、国民政府の南京遷都（「還都」）を宣言し、林森を主席とし、自らを代理主席とする新中央政府（南京国民政府、汪兆銘政権）を成立させる。重慶政府、南京政府首脳77名の逮捕令を発表するもデモンストレーションに終わる。
4月1日: 日本、戦費の安定確保を目的に源泉徴収。
6月:文部省による修学旅行制限の通牒
7月22日: 第2次近衛内閣、成立。
7月から8月29日にかけ:ナチスの迫害から逃れるユダヤ人に対し、杉原千畝が「命のビザ」発給。
8月1日: 日本、「ぜいたくは敵だ」。節約資金は、貯金や国債購入に充てられた。
8月24日: 満鉄南京事務所長の西義顕が蔣介石との和平工作のため、銀行家銭久銘を香港に訪ねる。
9月以降: 銭永銘・周作民工作
9月11日: 部落会町内会等整備要領。
9月22日: 日本軍、北部仏印進駐を実施し援蔣ルートを遮断。
10月: 大政翼賛会、発足。
10月30日: 汪兆銘、日本とのあいだに「中日邦交調整基本協定」を結ぶ。
11月1日: 日本、国民服制定。
11月23日: 日本、大日本産業報国会
11月27日: 汪兆銘、重慶の蔣介石に日華基本条約の準備完了を通告。
11月29日: 汪兆銘、南京国民政府主席に就任。
11月30日: 日本政府、南京国民政府を正式に承認。汪兆銘、日華基本条約に調印。これにともない不平等条約の廃止。同時に日満華共同宣言。重慶政府、10万元の懸賞金をかけ汪兆銘逮捕の協力を求め、再度77名の逮捕令を発表。
12月7日: 日本、経済新体制確立要綱

### 1941年
1941年（民国30年、昭和16年）
1月4日: 中国、皖南事変
1月7日: 日本全軍に、戦陣訓、示達。これはバンザイ突撃や玉砕の原因となった。また、兵士に対し捕虜となった際の対処法の教育を怠ったことから情報漏洩も招いた。
3月1日: 日本、国民学校令公布、翌月1日小学校を国民学校に改組。
3月11日: アメリカ、レンドリース法、成立。日本、労働者年金保険法公布、1942年6月に施行。
4月25日: 日ソ中立条約調印。ソ連による対中支援の停止。
6月16日: 汪兆銘が日本を公式訪問。元首待遇で昭和天皇に拝謁。
6月22日: 独ソ戦
6月23日: 汪兆銘と近衛文麿が支那事変の解決とアジアの復興をうたった共同宣言を発表。
7月: 日本、文部省教学局より臣民の道が刊行された。
7月1日: ドイツとイタリアが汪兆銘政権を承認。
7月7日: 日本、関東軍特種演習の大動員令
7月11日: 戦時情報局 （オシントも参照）
7月28日: 日本軍、南部仏印進駐（南進論も参照）。背景にソ連のスパイ・尾崎秀実の誘導工作（アクティブ・メジャーズ）。
8月14日: 大西洋憲章。
8月30日: 日本、不足する金属資源を補うため金属類回収令制定と配電統制令。
9月から1942年（昭和17年）10月まで:日本、新聞統制、「一県一紙」主義の統合
9月27日: ゾルゲ事件（〜1942年4月）。
10月18日: 東条英機内閣、成立。統制派および革新派も参照。
11月22日: 国民勤労報国協力令公布。
12月1日: ラヂオプレス創設（オシントも参照）
12月8日: 太平洋戦争（大東亜戦争）始まる（日本の対米英宣戦布告）。汪兆銘が「大東亜戦争に関する声明」を発表。
12月9日: 蔣介石の中華民国重慶政府、日独伊に宣戦布告。日本軍、香港攻撃開始。
12月13日: 香港の日本軍、九龍地区を占領。
12月18日:九龍地区制圧の日本軍、香港島に上陸開始
12月19日:日本政府，南京国民政府（汪政権）大使に重光葵前駐英大使を任命。
12月25日: 日本軍、香港島を制圧、香港のイギリス軍降伏。

### 1942年
1942年（民国31年、昭和17年）
1月1日: 連合国共同宣言。
1月12日: 重光葵、南京に赴任。汪兆銘に国書を奉呈。
2月: アメリカ人スティルウィルが中国国民党軍参謀となる。
2月2日: 日本、国防婦人会、愛国婦人会、大日本連合婦人会を統合、大日本婦人会成立。同年、婦人標準服および妊産婦手帳制度も制定。
2月21日: 日本、食糧管理法。
3月25日:日本政府、広東のイギリス租界を汪兆銘政権に移管。
4月30日:大本営、支那派遣軍に浙贛作戦を命令。
5月26日:日本文学報国会設立。
6月1日:南京国民政府特使の褚民誼が昭和天皇を訪問。
7月7日:タイ王国が南京国民政府（汪兆銘政権）を承認。
7月28日:混乱する南京国民政府（汪政権）の通貨制度救援のため，日本銀行が中央儲備銀行に1億円の借款供与契約に調印。
9月1日:日本の閣議で大東亜省の設置を決定。これが二元外交の因になるとして東郷茂徳外相が辞任。後任は東条英機首相が外相を兼任。
9月11日:日本、10月発足の大東亜省の官制案要綱を閣議決定。満洲事務局、支那事務局、南方事務局、総務局の4局制に。外務省は従来の7局を政務、通商、条約、調査の4局に縮減。
9月22日:汪兆銘主席訪日への答礼で平沼騏一郎特派大使一行が南京に到着。汪、これについての覚書を著述。
10月13日:大日本興亜同盟主催で、日・満・華の興亜団体代表が東京で初会合。
10月28日:枢密院本会議で大東亜省設置案を可決。
10月:英米、中国における治外法権撤廃を声明、不平等条約を廃止。重慶で英米中ソ対日作戦会議。
11月1日:大東亜省が発足。初代大臣に青木一男国務相が就任。拓務省は廃止。
11月15日:日本、国民決意の標語（「欲しがりません勝つまでは」など）。
11月19日:北支の第12軍（土橋一次中将）が第3次魯東作戦（山東半島の共産軍掃討作戦）を開始。
12月10日:陸軍参謀総長が支那派遣軍総司令官に「五号作戦」（四川侵攻作戦）の準備中止を指示。
12月20日:汪兆銘一行が東京に到着。東条首相と懇談。
12月21日:御前会議、大東亜戦争完遂のための対支処理根本方針を決定。汪兆銘政権の強化と情勢の変化のない限り重慶政府との一切の和平工作をおこなわないことを確認。
12月22日:昭和天皇と汪兆銘国民政府主席が会見。
12月23日:大日本言論報国会設立。
12月25日: 汪兆銘、東京の総理官邸で東条英機と会談。

### 1943年
1943年（民国32年、昭和18年）
日本、修学旅行の実質的禁止となる。
1月9日:汪の中華民国国民政府が米英に対し宣戦布告。大東亜戦争完遂の日華共同宣言を発表、租界還付・治外法権撤廃の日華協定締結。
1月11日:米英が重慶政府と治外法権撤廃条約に調印。
1月12日:南京と広東において国民政府の対米英参戦擁護示威の大行進。
1月30日:日本の大本営政府連絡会議が、南京国民政府の国旗（青天白日満地紅旗）から「反共和平」の三角旗を除去することに同意。
2月1日:ヴェノナ・プロジェクト開始（シギントも参照）。
2月13日:日本帝国支那派遣軍の第11軍が戦闘指令所を蒲圻に進め、江北殲滅作戦（長江中流域の重慶軍撃滅）を展開。
2月21日:日本軍独立混成第23旅団が広州湾のフランス租界に進駐（25日、ドメック長官と正式調印）。
3月:日本、東京ローズ
3月7日:毛沢東ひきいる中国共産党が、馮竜を使者として汪兆銘に接触し、和平統一を申し出る。
3月10日:中支戦線の江北殲滅作戦で第13師団の桜井支隊が布河付近の長江南岸一帯を、第40師団が華容を占領。
3月12日:日本の東条英機首相兼外相が南京国民政府を訪問（16日帰国）。
3月14日:南京国民政府と日本政府が「日本専管租界（杭州、蘇州、漢口、沙市、天津、福州、厦門、重慶の8市）の返還及び治外法権撤廃等に関する細目取り決め」を南京で調印。
3月22日:南京国民政府と日本政府が北京公使館区域の行政権を返還する取り決めに調印。
3月27日:南京国民政府と日本政府が厦門・鼓浪嶼共同租界行政権を返還する取り決めに調印。
4月1日:日本帝国政府が南京国民政府の主権を尊重してシナ大陸での軍票の新規発行を廃止。
4月5日:大本営が支那派遣軍に対ソ作戦に関する指示。北方転用予定で在支6個師団を指定。
4月18日:北支那方面軍（岡村寧次大将）が河北省西部山岳地帯の共産軍掃討作戦を開始。
4月20日:北支那方面軍が山西省東南部太行山脈内の重慶軍掃討作戦を開始。
5月10日:江南殲滅作戦で日本陸軍の戸田支隊などが湖南省の三仙湖市北東で重慶軍約1,500を包囲殲滅。
5月13日:江南殲滅作戦で日本陸軍第3師団が湖南省の孟渓寺付近で重慶軍第118師を包囲殲滅。
5月15日:江南殲滅作戦で日本陸軍第13師団歩兵第65連隊が湖南省の梅渓河付近で重慶軍約3,000を捕捉撃破。
5月18日:江南殲滅作戦で日本陸軍第3師団が湖南省の松滋を占領。
5月22日:江南殲滅作戦で日本陸軍の野溝支隊が湖南省の宜都を占領。
5月26日:日本政府、興亜同盟を廃し、大政翼賛会の外局として新たに興亜総本部を創設。
5月29日:江南殲滅作戦で日本陸軍第3師団が第39師団と協同で宜昌西方の石板河北岸の中国第18軍5,000を捕捉撃破。
5月31日:中支第11軍が江南殲滅作戦を切り上げ、反転作戦に出る。
7月7日:重慶政府の蔣介石軍事委員長が辺区の共産軍を包囲攻撃する第3次反共攻勢を開始。
7月10日:日本陸軍の北支那方面軍が山西省南部の残存重慶軍掃討作戦を開始。
8月1日:日本政府、汪兆銘南京国民政府に上海共同租界を返還。ビルマ国成立。
8月9日:日本の大本営、支那派遣軍の重慶攻略作戦の意見具申をその余力なしとして却下。
8月19日:青木一男大東亜相が南京国民政府訪問に出発。
8月23日:漢口の第3飛行師団が重慶・万県を爆撃。
8月28日:日本陸軍の支那派遣軍（畑俊六大将）が「昭和18年度秋季以降作戦指導の大綱」を策定。
9月13日:重慶政府の蔣介石が政府主席に選任され、独裁体制を強化。
9月16日:北支那方面軍が河北省西部山地の共産軍根拠地と同省東部の共産軍掃討作戦を開始。
9月22日:汪兆銘、来日して昭和天皇に拝謁し、日本政府に対しては重慶政治工作に関する日本側の意向を打診。
9月26日:北支の第一軍（吉本貞一中将）が山西省南部・西北部の共産軍根拠地掃討作戦を開始。
10月21日:東京・明治神宮外苑にて出陣学徒壮行式開催（学徒出陣のはじまり）。
10月30日:日本と南京国民政府が日華同盟条約に調印。戦争終結後の日本軍撤退と北清事変で得た駐兵権放棄を約束。
11月1日:日本、軍需省
11月2日:中支の第11軍（横山勇中将）が湖南省の常徳殲滅作戦を開始。
11月5日:汪兆銘、東京で開かれた大東亜会議に出席。
11月6日:東京で大東亜会議を開催、大東亜共同宣言発表。常徳殲滅作戦で、日本陸軍第68師団が洞庭湖北方の安郷を占領。
11月22日:カイロ会談開催、蔣介石が出席。
11月25日:新竹空襲。
12月1日:カイロ宣言。
12月19日:汪兆銘、歩行困難となり、体内に残った銃弾の除去手術をうける。

### 1944年
1944年（民国33年、昭和19年）
1944年:日本、労働者年金保険を厚生年金保険に改称。
1月24日:日本、大本営が「一号作戦」（大陸打通作戦）を命令。
2月25日:日本、決戦非常措置要綱を閣議決定。
3月3日:汪兆銘が治療のため南京を出発して日本に到着。名古屋帝国大学付属病院に入院。
3月14日には、決戦非常措置要綱に基づく旅客の輸送制限に関する件が閣議決定（旅行制限）。
4月17日:大陸打通作戦開始（-12月10日）。
4月29日:日本の第5航空軍が函谷関付近の断密河鉄橋を爆破し、重慶軍の補給路を遮断。
5月3日:日本大本営、中国戦線での京漢作戦開始を公表。第62師団（本郷義夫中将）が河南省の禹県、戦車第3師団（山路秀男中将）が臨汝を攻略。
5月4日:日本の独立混成第7旅団（多賀哲四郎少将）が河南省の襄城を攻略。
5月5日:第27師団支那駐屯歩兵第3連隊、第37師団歩兵第227連隊などが河南省の郾城を占領。
5月25日:第12軍（内山英太郎中将）が洛陽を総攻撃、同地を占領。支那派遣軍が南京より漢口に前進。
6月10日:湘桂作戦で第40師団（青木成一中将）が洞庭湖南岸の益陽を攻略。
6月16日:八幡空襲。米軍、中国大陸から北九州への初空襲。伝単も参照。
6月22日:湘桂作戦で第13師団（赤鹿理中将）が長沙南東110kmの萍郷を攻略。
6月26日:湘桂作戦で第68師団独立歩兵第64大隊などが衡陽飛行場を占領。また、第13軍の第70師団（内田孝行中将）が浙江省衢縣城を攻略。
6月28日:湘桂作戦で第11軍の第68師団（佐久間為人中将）と第116師団（岩永汪中将が衡陽攻撃を開始。
6月29日:湘桂作戦で日本陸軍第13師団歩兵第116連隊が衡陽東方約60kmの安仁を攻略。
7月2日:日本陸軍歩兵第116連隊が衡陽南方約60kmの来陽付近で粤漢線を遮断。
7月5日:日本政府が、進行中の一号作戦について、「敵米英の侵寇制覇の企図を破摧する」のが目的であって「支那民衆はわが友」であるとする声明を発表。
7月9日:湘桂作戦で日本陸軍第40師団歩兵第235連隊第1大隊と同第236連隊が衡陽北西50kmの金蘭寺を攻略。
7月18日:東條英機内閣総辞職。
7月22日:小磯国昭内閣成立。
8月22日 女子挺身勤労令公布、女子挺身隊も参照。同日、学徒勤労令も公布。未婚女性と学徒の動員義務化。
8月から10月　ダンバートン・オークス会議
9月22日:雲南戦線、第56師団歩兵第146連隊が敵中で孤立した平戛守備隊の救出に成功。南支の第23軍第104師団が広西省の悟州を占領。
10月11日: ソ連、トゥヴァ人民共和国を併合しトゥヴァ自治州とする。
11月10日:名古屋の病院で療養中だった汪兆銘主席が死去。これにともない、陳公博が南京国民政府の主席となる。
11月12日:汪兆銘の遺体を乗せた飛行機が小牧飛行場より南京にむけて飛び立つ。東トルキスタン共和国再興
11月14日:日本陸軍第13師団歩兵第116連隊第2大隊が広西省の宜山を攻略。
11月17日:日本陸軍第104師団歩兵第137連隊と第108連隊が広西省の忻城を攻略。
11月20日:桂林・柳州の攻略で作戦が一段落した日本陸軍の支那派遣総司令部（畑俊六元帥）が漢口から南京に戻る。
11月23日:汪兆銘の国葬が南京国民政府大礼堂にておこなわれる。遺体は梅花山に埋葬される。
11月28日:日本陸軍第13師団歩兵第104連隊が広西省の南丹を占領。フランス領インドシナの第21師団の一宮支隊が大陸打通作戦完成のため国境を越え、第22師団が占領した広西省の南寧に向かう。
12月2日:貴州省に進撃した日本陸軍第13師団が独山を、第3師団が八塞をそれぞれ占領。第11軍は両師団に重慶政府軍の追撃中止および反転を命令。
12月10日:日本軍、大陸打通作戦を完了。
12月21日:給糧艦・間宮沈没。

### 1945年
1945年（民国34年、昭和20年）
1月17日:米軍機約20機が上海の虹橋飛行場に来襲。
1月18日:南支の第104師団歩兵第108連隊がバイアス湾東方の海豊・陸豊を占領。
1月21日:第40師団の甲挺進隊、丙挺進隊などが広東省の粤漢鉄道北部のトンネル、橋梁などをほぼ無傷の状態で占領。
1月22日:大本営が支那派遣軍に対し、中国大陸に来攻することが予想されるアメリカ軍撃破を主な任務とする新作戦方針を伝達する。
1月25日:中支の第68師団歩兵第57旅団が南部粤漢鉄道沿線の要衝、郴県を占領。長江下流域の対米戦強化のため、満洲ハイラル第6軍（十川次郎中将）司令部を支那派遣軍の戦闘序列に編入。
1月27日:日本陸軍第104師団が広東省の韶関を占領。北方から攻撃した第40師団と手を握り、南部粤漢線の打通に成功。一方、雲南戦線では、第56師団がムセ、モンユ地区から撤退したことで、東方からの雲南遠征軍、北方からの新編第1軍の中国両軍の連絡が成り、連合国側にレド公路の打通を許す。
1月29日:中支の第27師団が江西省の遂川飛行場を占領。
2月4日:米英ソの首脳がヤルタ会談を開催、英米ソの「政府の首脳」間で密約。。アルジャー・ヒスが関与ただし、米国など議会の承認なく、かつ協定の主体が国や政府ではないことに留意。密約に法的効力はなく、当然不参加の日本はこれに拘束されない。冷戦も参照。
2月6日:南支の第27師団（落合甚九郎中将）が江西省の贛州を占領。
3月6日:日本、国民勤労動員令公布。
3月11日:明号作戦発動、ベトナム帝国成立。
3月16日:対重慶和平工作の密使、繆斌が来日。緒方竹虎情報局総裁と会談。
3月19日:支那派遣軍が中支沿岸地域の戦備増強のため、北支の第69師団と第118師団の転用を発令。
3月20日:中支の第39師団が米支空軍の基地がある湖北省の老河口攻略作戦を開始。
3月21日:小磯国昭首相が最高戦争指導会議で、来日した繆斌を通じての日中和平工作を提議（繆斌工作）。重光葵外相がこれに対し猛反対する。
3月22日:老河口攻略作戦で日本陸軍主力の第12軍第110師団、第115師団、戦車第3師団、騎兵第4旅団などが一斉に攻撃開始。
3月23日:日本、国民義勇隊創設、本土決戦に備える。6月には、大政翼賛会・大日本翼賛壮年団・大日本婦人会・女子挺身隊などを吸収・統合。
4月5日:ソ連、日本に対して翌年期限切れとなる日ソ中立条約を延長しないと通達。小磯国昭内閣が総辞職。
4月7日:鈴木貫太郎内閣成立。
4月8日:ラオス王国成立。
4月25日:大本営陸軍部により、『国民抗戦必携』と題した冊子が発行された。当時は非科学的かつ非合理的な精神論を信奉する向きもあり、竹槍訓練も実施された。
4月27日:支那派遣軍（岡村寧次大将）が、第6方面軍（岡部直三郎大将）に対し、適時湘桂鉄道沿線（湖南省・広西省北部）からの撤退を命令。支那中・北部の防衛に重点をうつす。
5月28日:日本大本営が支那派遣軍に対し、湘桂・粤漢鉄道沿線の占領地域を撤収して兵力の中支那・北支那への集中を指示。大陸作戦の大幅後退。
6月23日:日本、義勇兵役法公布、国民義勇戦闘隊結成。
6月26日:サンフランシスコ会議において国際連合憲章を採択、51ヶ国により署名
7月9日:支那派遣軍総参謀副長の今井武夫少将が、河南省新站集で中国第10戦区副司令官の何柱国上将と日支和平で会見（何柱国工作）。何将軍は日中間の単独和平を拒否。
7月26日:ポツダム宣言。
8月8日夕刻: ソ連、国際法（日ソ中立条約、国連憲章2条4項）に違反し対日宣戦布告、満州国に侵攻（ソ連対日参戦）。
8月10日:日本、御前会議でポツダム宣言の受諾（降伏）を決定、連合国に対し打電により通告。
8月12日:麻山事件、牡丹江の戦い（〜16日）
8月13日:小山克事件
8月14日:終戦の詔が出される。連合国に対し、中立国（スイス。スウェーデン）を経由しポツダム宣言受諾（降伏）を通告。中ソ友好同盟条約締結。葛根廟事件。
8月14日の深夜から15日:宮城事件

## 日本のポツダム宣言受諾（降伏）以降の経緯

### 1945年（民国34年、昭和20年）
日本、戦後混乱期（戦災孤児、傷痍軍人、闇市、戦後インフレ、航空機産業の禁止）。大陸の状況については、ソ連軍占領下地域も参照。戦後、東西冷戦へ。
8月15日（終戦の日）:日本で「戦争終結の詔書」がラジオ放送される（玉音放送）。局地戦を除き、停戦（日本の降伏）。鈴木貫太郎内閣総辞職。朝鮮建国準備委員会。
8月16日:日本の大本営陸海軍部が、全軍に自衛戦闘を除き即時戦闘停止を命令。
8月17日:東久邇宮稔彦王内閣成立。天皇、停戦の勅旨。連合国の許可を得て皇族を南京・北京・新京に派遣し、勅旨を伝える。ベトナム八月革命。
8月21日:支那派遣軍総参謀副長今井武夫の一行が湖南省の芷江に到着。中国側と停戦協議を開始。
8月23日:中国陸軍総司令何応欽将軍が支那派遣軍総司令官岡村寧次大将に対し、満洲国を除き、台湾、北緯16度線以北の仏領インドシナを含む中国全土の日本軍が中国軍に投降するよう命令。
8月24日:日本の陸軍中尉小川哲雄、陳公博らの亡命引率を命令される。
8月25日:陳公博らが日本に亡命。牡丹江事件、仁義佛立講開拓団遭難。京城日本人世話会。
8月26日:満州国での戦闘が終わる。
8月27日:敦化事件、佐渡開拓団跡事件。
8月30日:連合国軍最高司令官マッカーサー、厚木飛行場に到着。連合国軍最高司令官総司令部（GHQ）
9月1日:釜山日本人世話会
9月2日:日本、米戦艦ミズーリ号において日本の降伏文書調印。ベトナム民主共和国
9月4日:ラジオ・トウキョウ、連合国軍最高司令官総司令部（GHQ）の指令により、世界向け外国語放送を停止
9月5日:ソ連、国際法（ポツダム宣言）に違反し、ハバロフスクへ連行した首脳部も含め、関東軍将兵57万人を強制連行（シベリア抑留）。過酷な環境で奴隷的使役（強制労働）を強要。ラーゲリも参照。
9月6日:朝鮮人民共和国
9月7日 連合国占領期の朝鮮
9月9日:南京で支那派遣軍総司令官岡村寧次が中国陸軍総司令何応欽を前に降伏文書に調印。南京梅花山の汪兆銘の墓が蔣介石政権によって爆破される。内モンゴル人民共和国成立
9月10日:ラジオ・トウキョウ、GHQの指令により、全世界向け日本語放送停止
9月17日:瑞穂村開拓団集団自決
10月1日:京城日本人世話会罹災民救済病院
10月2日:陳公博、重慶政府に呼び戻され離日し、翌日、南京に到着。
10月4日:日本、治安警察法と特高警察廃止、公職追放開始
10月10日:汪兆銘の妻陳璧君と長男の汪文嬰、および陳璧君の義弟褚民誼、女婿何文傑が蔣介石政権によって逮捕される。
10月11日:日本の戦後改革、リンゴの唄
10月13日:蔣介石が国民党の各部隊に対し共産軍相手の内戦を密命。
10月15日:日本、治安維持法廃止、政治犯の釈放、在日本朝鮮人連盟
10月24日:国際連合が正式に発足
10月25日:台湾接収。その後、軍人から日本への引き揚げが開始された（台湾からの引き揚げおよび引き揚げも参照）。
11月2日:日本社会党結党。前身は社会大衆党および日本無産党、後身は新社会党や社会民主党および立憲民主党左派（近藤G、吉田G、菅Gなど）
11月26日:中国共産党、内モンゴル人民共和国を内モンゴル自治運動連合会に改組。
12月1日:日本、陸軍省、海軍省をそれぞれ第一復員省と第二復員省に改組（復員も参照）
12月15日:神道指令
12月19日:公安警察

### 1946年（民国35年、昭和21年）
1月:日本、尋ね人の時間
1月19日:東モンゴル自治政府成立
2月3日:通化事件（残留日本兵#中国および中国残留日本人も参照）。
2月16日:日本、新円切替・預金封鎖
2月:日本、国鉄労働組合総連合会結成。
3月27日:陳璧君、漢奸処罰条例により起訴される。
4月10日:第22回衆議院議員総選挙。日本初の女性議員39名当選（婦人参政権も参照）。
4月23日:陳璧君に無期懲役と公民権剥奪が言い渡される。
5月:満洲からの引き揚げ開始（葫芦島在留日本人大送還および引揚者も参照）。
5月19日:日本、飯米獲得人民大会
5月21日:繆斌、漢奸第1号として銃殺刑に処せられる。
5月27日:内モンゴル自治運動連合会に東モンゴル自治政府（東モンゴル支部）を統合。
6月3日:陳公博、銃殺刑に処せられる。
6月15日:日本、第一復員省と第二復員省を統合して復員庁を設置した。日本商船管理局、在外同胞援護会救療部、在外父兄救出学生同盟も参照。
7月:ガリオア資金
8月23日:褚民誼、銃殺刑に処せられる。
10月3日:在日本朝鮮居留民団
10月10日:中国人民解放軍総司令部が「打倒蔣介石、解放全中国」のスローガンを発表（国共内戦）。
10月13日:日本、労働関係調整法
11月3日:日本国憲法公布
11月:ララ物資
12月19日:第一次インドシナ戦争
12月20日:日本、首相官邸デモ事件

### 1947年（民国36年、昭和22年）
東京ブギウギ
2月1日:日本、二・一ゼネスト
5月3日:日本国憲法施行。家制度と華族制度、貴族院廃止。
5月20日 日本、参議院設立
5月24日:日本、片山内閣（日本社会党政権）成立
5月:内モンゴル自治政府成立
6月8日:日本教職員組合（日教組）設立
7月1日:日本、公正取引委員会
9月:コミンフォルム設立
10月14日:日本、旧皇族の皇籍離脱。この中には、女系で明治天皇や昭和天皇の流れを汲み現在の皇室と近親な家も含まれる（菊栄親睦会も参照）。
12月22日:日本、民法改正。ただし、明治31年（1898）に制定された夫婦同姓は残されたままである。
12月31日:内務省解体

### 1948年（民国37年、昭和23年）
内モンゴル自治政府にフルンボイル地方自治政府を統合。
1948年 - 1951年:中華人民共和国によるチベット併合。チベット独立運動も参照
1月4日:ビルマ連邦
3月25日:漢奸容疑の川島芳子に銃殺刑執行
4月3日:済州島四・三事件
4月15日:日本、東宝争議
5月1日:日本、海上保安庁設立
7月1日:日本、国家公務員法施行。欠格条項（38条）あり。
8月15日:大韓民国成立。
9月9日:北朝鮮に朝鮮民主主義人民共和国成立。
10月19日:麗水・順天事件

### 1949年（民国38年、昭和24年）
エロア資金。日本、青い山脈 (曲)公開。
1月:日本学術会議
1月25日:中国共産党が北京を攻略。
1月31日:中国共産党の人民解放軍が北京入城。
4月23日:中国共産党の人民解放軍、中華民国の首都南京を制圧。
5月20日:中国国民党、台湾に戒厳令施行。
6月1日:日本、公共企業体・日本国有鉄道の発足。運輸省から国有鉄道を移管。逓信省を分割し、電気通信省および郵政省発足
6月10日:日本、労働組合法
6月14日:フランス連合内でベトナム国独立
6月30日:日本、平事件。北朝鮮、朝鮮労働党結成。朝鮮労働党は日本社会党と友好関係にあった。
7月5日から翌7月6日:日本、下山事件
7月15日:日本、三鷹事件
7月19日:フランス連合内でラオス王国独立
8月17日:日本、松川事件
8月29日:ソ連が初の核実験・RDS-1を実施（ソ連による原子爆弾開発計画）。ベノナ及びローゼンバーグ事件、ジョルジュ・コワリも参照（獲得工作）。
9月1日:日本、労働基準法
10月1日:中華人民共和国成立
10月13日:中華人民共和国による新疆侵攻、東トルキスタン独立運動も参照。
12月:中華人民共和国による内モンゴル自治政府の併合。内モンゴル独立運動も参照。
12月8日:この日までに蔣介石率いる中華民国政府の台湾への移転が完了。
12月25日から12月30日:ソ連、一方的にハバロフスク裁判開催。

### 1950年（民国39年、昭和25年）
日本、戦後復興期に移行、テレビ放送への動きが本格化。祖国防衛隊 (在日朝鮮人団体)成立。
1月:岸壁の母
3月10日:NHK放送技術研究所にて東京テレビジョン実験局を開設
5月1日:公職選挙法施行
5月30日:人民広場事件
6月6日:人民広場事件を受け、レッドパージ開始。逆コースも参照。
6月25日:朝鮮戦争勃発。朝鮮特需（ガチャマン景気も参照）
7月:ソ連、969人の日本人捕虜を中国側に引き渡した。結果、計982人が撫順戦犯管理所に抑留された。
8月10日:日本、朝鮮戦争勃発を受け警察予備隊成立。
12月1日:日本、大津地方検察庁襲撃事件

### 1951年（民国40年、昭和26年）
1月:在日朝鮮統一民主戦線
2月13日:日本、地方公務員法施行。欠格条項（16条）あり。
9月8日:サンフランシスコ平和条約（ソ連・現ロシアは調印拒否）および旧日米安保条約調印。
10月:日本共産党の51年綱領。中核自衛隊、山村工作隊の活動により後の選挙で全議席を失い、後に武装闘争の否定を主張（敵の出方論、日本の新左翼も参照）。一連の動きは、後の破壊活動防止法制定や公安調査庁設置に繋がった。
12月26日: 練馬事件

### 1952年（民国41年、昭和27年）
1月18日:李承晩ライン設定。竹島問題
1月21日 (夜):白鳥事件発生
2月1日:海外向け放送を、「ラジオ日本（ラジオニッポン、Radio Japan）」として再開。
2月3日:日本、田口事件
4月10日から  君の名はが放送開始。
4月28日:日華平和条約調印。同日、サンフランシスコ平和条約発効、日本は独立を回復。ただし、ソ連・現ロシアは調印拒否していることから、日露二国間の外交関係に効力は及ばない。

## 犠牲者の追悼と平和祈念
戦争による犠牲者を悼み、戦後に追悼や平和祈念のための施設が多数設けられた。いまなお海外には夥しい数の犠牲者の遺骨が残されており、現在も遺骨収集事業が継続中である。
- 靖国神社（政教分離原則の観点から様々な意見あり） - 護国神社
- 忠魂碑 - 忠霊塔
- 千鳥ケ淵戦没者墓苑
- 国立広島原爆死没者追悼平和祈念館 - 原爆死没者慰霊碑
- 国立長崎原爆死没者追悼平和祈念館 - 平和祈念像
- 沖縄戦跡国定公園 - ひめゆりの塔 - ひめゆり平和祈念資料館
- 東京都戦没者霊苑 - 東京都慰霊堂
- 太平洋戦全国戦災都市空爆死没者慰霊塔
- 九人の乙女の像
- 乙女の碑
- 世界無名戦士之墓
- 若人の広場 - 戦没学徒記念館
- 清水忠霊塔公園

## 戦争の回避と抑制
感情に訴えたり精神性重視のものから理論や法則に基づくものまで多様な意見や手段があるが、いずれも目的は戦争の回避や抑制である。
戦争の要因やパターンの理解には、地政学や孫子の知識が活用可能。社会の分断や政治の不安定化、敵対国による諜報活動と憎悪表現などは戦争誘発の危険性をはらむ。
- 平和主義 - 平和運動 - 反戦運動
- 汝平和を欲さば、戦への備えをせよ
- 孫子（戦争について、国民の生命や国家の存亡に関わることとし、コスパの悪さにも触れ、安易な戦いを戒めている）
- 防諜（対外諜報や能動的サイバー防御に加え、認知戦対策として官民挙げてのメディア・リテラシー向上やファクトチェック習慣の普及も含む）
- 勢力均衡 - 脅威均衡
- 抑止力
- 安全保障#国際安全保障体制の理論
  - 集団防衛
  - 集団安全保障
  - 相互確証破壊
  - 核抑止（核武装論と反核運動も参照）